# Taiki Nakamura
Taiki Nakamura (en japonés: 中村太樹, Nakamura Taiki; 14 de julio de 2002) es un deportista japonés que compite en judo.
Ganó una medalla de bronce en el Campeonato Mundial de Judo de 2024 y dos medallas de oro en el Campeonato Asiático de Judo, en los años 2024 y 2025.

## Palmarés internacional
| Campeonato Mundial  | Campeonato Mundial  | Campeonato Mundial | Campeonato Mundial |
| Año                 | Lugar               | Medalla            | Categoría          |
| ------------------- | ------------------- | ------------------ | ------------------ |
| 2024                | Abu Dabi (EAU)      | Medalla de bronce  | –60 kg             |
| Campeonato Asiático |                     |                    |                    |
| Año                 | Lugar               | Medalla            | Categoría          |
| 2024                | Hong Kong (China)   | Medalla de oro     | –60 kg             |
| 2025                | Bangkok (Tailandia) | Medalla de oro     | –60 kg             |